# Закон про підтримку України
Закон про підтримку України (H.R. 4278) передбачає політику США щодо підтримки суверенітету та територіальної цілісності демократичної України, засудження збройного вторгнення Росії в Україну і незаконної окупації Криму. Законопроєкт надає гарантії позик, пропонує різні види допомоги та вводить санкції проти людей, які «відповідальні за, чи втягнуті в дії, що підривають демократичні процеси в Україні, або загрожують її миру чи територіальній цілісності, актам значної корупції в Україні», вчинення серйозних порушень прав людини".
Законопроєкт був внесений до Палати представників Сполучених Штатів під час 113-го засідання Конгресу Сполучених Штатів. Інші законопроєкти, що намагаються надати підтримку Україні, включали Закон про підтримку суверенітету, доброчесності, демократії та економічної стабільності України 2014 року (С. 2124; 113-й конгрес) та передбачити витрати на гарантії позики для України (HR 4152 ; 113-й конгрес).

## Підстави
Революція гідности почалася з громадянських заворушеннь в Києві, Україна, євромайданним рухом протесту проти уряду. Конфлікт швидко загострився, що призвело до падіння уряду президента Віктора Януковича та створення нового уряду, який замінив його протягом декількох днів. Янукович втік до Росії і знаходиться в розшуку в Україні за вбивство протестуючих та зраду Батьківщини. Конфлікт продовжився кримською кризою 2014 року, коли російські сили захопили контроль над Кримською областю.
Кримський криза почалася в кінці лютого 2014 року в період після української революції, коли-після кількох місяців протестів евромайдану і днів запеклих зіткнень між демонстрантами і поліцією в столиці України Києві, Президент України, Віктор Янукович 21 лютого втік із столиці. Згодом Верховна Рада (парламент України) одноголосно проголосувала за імпічмент Януковича. Після цього пройшло тимчасове призначення уряду Яценюка, а також призначення нового виконуючого обов'язки президента України Олександра Турчинова Однак президент Росії Володимир Путін заявив, що президент Янукович був незаконно затриманий, і що Росія продовжує вважати його законним президентом України.  Росія описує уряд Яценника як «самопроголошений», а події в Києві — як « державний переворот».    Прихильники Януковича зазначають, що для голосування було недостатньо членів парламенту, щоб досягти більшості в три чверті, необхідної для імпічменту президента відповідно до Конституції України.
Починаючи з 26 лютого, проросійські сили поступово взяли під контроль Кримський півострів. Росія стверджувала, що чоловіки в погонах є силами місцевої самооборони, але в західних ЗМІ, як правило, заявляють, що вони є російськими військовими без знаків розпізнавання.
28 лютого було оприлюднено заяву президента Барака Обами, із закликом до Росії не втручатися в події в Криму. У заяві зазначається, що президент Обама «глибоко стурбований повідомленнями про військові рухи, здійснені Російською Федерацією всередині України». Він додав, що «будь-яке порушення суверенітету та територіальної цілісності України буде глибоко дестабілізуючим, що не в інтересах України, Росії чи Європи», і що це буде «явним порушенням зобов'язань Росії поважати незалежність, суверенітет і кордони України та міжнародні закони».
1 березня Обама провів телефонну розмову з Путіним і заявив, що вторгнення Росії було «порушенням українського суверенітету та територіальної цілісності … [та] порушенням міжнародного права». Він попередив про «більшу політичну та економічну ізоляцію» і погрожував вивести США з 40-го саміту G8 під головуванням Росії.

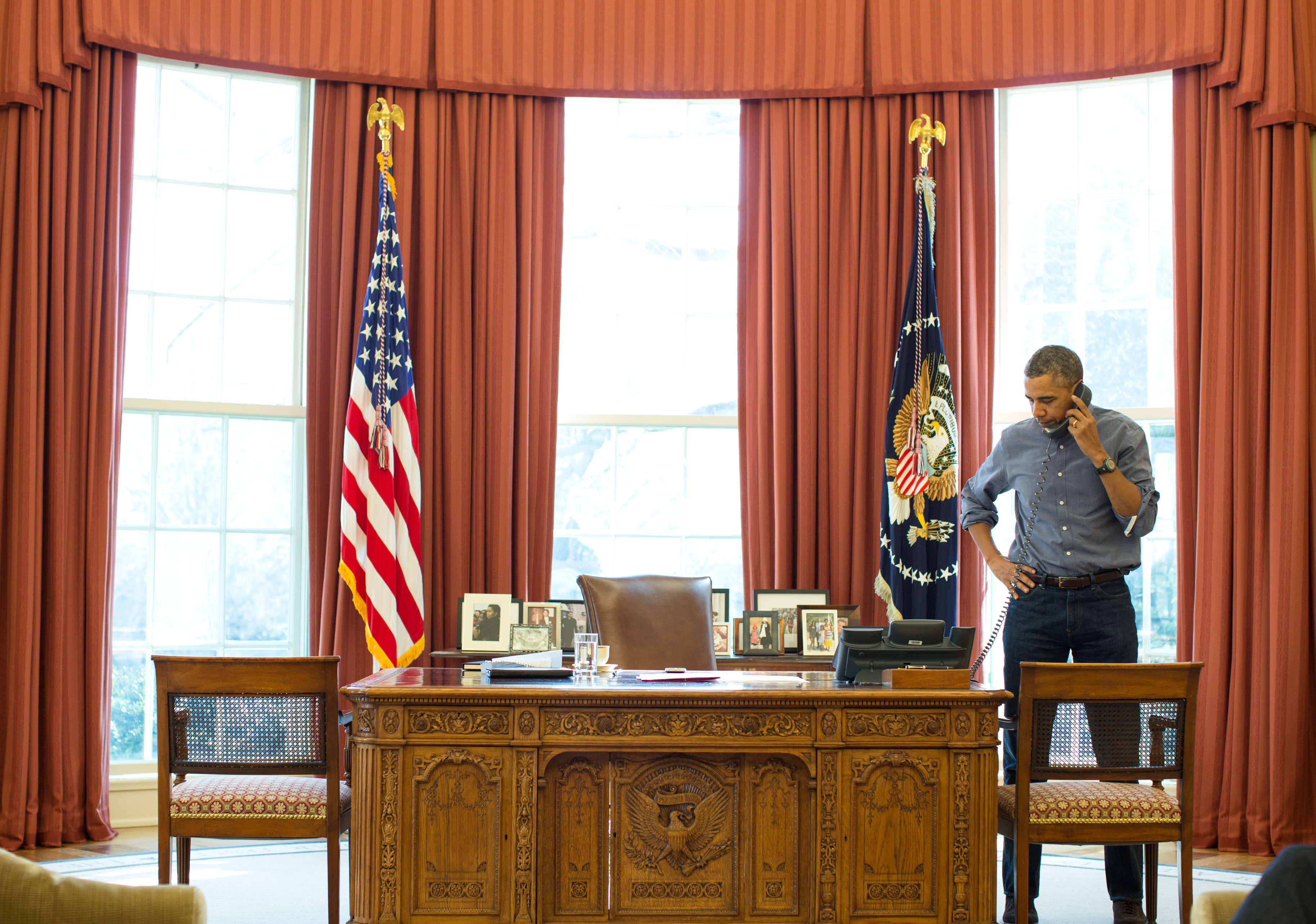
Барак Обама спілкується по телефону з президентом Росії Володимиром Путіним про Україну, 1 березня 2014 року

Тоді Державний секретар Джон Керрі 2 березня в інтерв'ю « Лицеві нації» позначив та засудив «вторгнення Росії» в Україну. Він назвав це «неймовірним агресивним актом» і сказав, що «ви просто не в 21 столітті, бо ведете себе в моді 19 століття, вторгаючись в іншу країну за цілком надуманим приводом».
3 березня прес-секретар Ради національної безпеки Кейтлін Хейден оголосила, що США не направлять делегацію президента на Зимові ігри 2014 року в Сочі (якими повинен керувати Таммі Дакворт), "окрім інших заходів, які ми вживаємо у відповідь до погіршення ситуації в Україні ". Як і у справах британських бойкотів, це не вплине на участь країни в самих Іграх.
5 березня 2014 року представник США Хал Роджерс представив законопроєкт «Про забезпечення витрат на кредитні гарантії для України» (HR 4152; 113-й Конгрес), законопроєкт, який передбачає гарантії позики Україні в розмірі до 1 мільярда доларів, частина американської відповіді на військову інтервенцію Росії 2014 року в Україні. 6 березня 2014 року Палата проголосувала по каналу 114 [Архівовано 7 березня 2014 у Wayback Machine.] за прийняття законопроєкту 385-23. 25 березня 2014 року лідер більшості Сенату Гаррі Рейд вказав, що Сенат Сполучених Штатів проголосує за цей законопроєкт 27 березня 2014 року, але лише після внесення змін до нього, щоб включити положення, які введуть санкції «проти тих, хто підтримує президента, який підриває незалежність і безпеку України та проти корупції в Україні чи в Росії».
6 березня Обама підписав Виконавчий наказ 13660, що блокує майно певних осіб, які сприяють погіршенню ситуації в Україні, дозволяючи санкції проти осіб, які, визначаючись секретарем Казначейства за погодженням з Державним секретарем, сприяли чи допомогли в порушенні суверенітету України.
11 березня, знаходячісь в окупації, Верховна рада Криму та міська рада Севастополя прийняли спільну постанову, в якій висловили намір односторонньо оголосити незалежність Криму від України як єдиної держави з можливістю «приєднання» до Російської Федерації як федеративного суб'єкта. На «референдумі» 16 березня чиновники заявили, що майже 96 % тих, хто проголосував у Криму, підтримують приєднання до Росії. Представники «виборчих комісій» заявили, що явка була рекордно великою хоча, як повідомлялося, багато кримських татар та противників референдуму бойкотували голосування. 17 березня парламент Криму «офіційно проголосив» свою незалежність від України та попросив приєднатися до Російської Федерації. 18 березня президент Путін оголосив Крим частиною Росії «як з моральних, так і з матеріальних міркувань», посилаючись на принцип самовизначення та стратегічне значення Криму для Росії.
12 березня 2014 р. Сенатор США Роберт Менендес представив Закон про підтримку суверенітету, доброчесності, демократії та економічної стабільності України 2014 року (С. 2124; 113-й Конгрес), законопроєкт, який передбачає кошти на здійснення збільшення квоти в США. в Міжнародному валютному фонді (МВФ) скасувати інші кошти, раніше призначені для МВФ, та надати або дозволити різні форми допомоги Україні та навколишньому регіону. Це рішення застосувало санкції проти осіб, відповідальних за насильство, корупцію, порушення прав людини або підрив стабільності в Україні, і розгортає санкції проти певних осіб у Росії. 24 березня 2014 року Сенат проголосував 78-17 за те, щоб передати законопроєкт на розгляд. Однак розгляд законопроєкту було відкликано наступного дня, після рішення лідера більшості Гаррі Рейда Замість того, щоб продовжувати дію цього законопроєкту та суперечливих положень Міжнародного валютного фонду, Сенат повинен прийняти прийнятий законопроєкт, який вже пропонує гарантії позики Україні, внесення змін до доповнень щодо санкцій.
Український парламент заявив, що референдум є неконституційним. США та Європейський Союз заявили, що вважають голосування незаконним, і попередили, що можливі наслідки для кримського голосування.
17 березня Обама підписав Виконавчий наказ 13661, що блокує майно сторонніх осіб, які сприяють ситуації в Україні, що розширило сферу застосування попередніх санкцій, введених ЄО 13660, включаючи заморожування активів деяких російських державних чиновників у США та блокуючи їх в'їзд до США.

## Положення законопроєкту
Цей підсумок багато в чому базується на резюме, наданому Службою досліджень Конгресу, джерелом загальнодоступного домену.
Закон про підтримку України передбачає політику США щодо підтримки суверенітету та територіальної цілісності демократичної України та засудження збройного втручання Росії в Україну та її незаконної анексії Криму.
Законопроєкт уповноважував і заохочував президента США надавати допомогу для підтримки демократії та громадянського суспільства в Україні шляхом: (1) вдосконалення демократичного управління та боротьби з корупцією; (2) підтримка українських зусиль щодо зміцнення єдності між людьми та регіонами країни, боротьби з антисемітизмом та сприяння повазі до свободи віросповідання; (3) підтримка народу та уряду України у проведенні вільних та чесних виборів; (4) допомога Україні у диверсифікації економіки, торгівлі та постачання енергії; та (5) розширення доступу до незалежних ЗМІ та надання допомоги у захисті журналістів та активістів громадянського суспільства.
Законопроєкт зазначає, що політика США повинна співпрацювати з іншими країнами та міжнародними установами для стабілізації та реформування економіки України.
Законопроєкт виражає сенс Конгресу про те, що гарантії позики США для України повинні використовуватися для просування антикорупційних зусиль та реформ уряду, банківського сектору та енергетичного сектору.
Законопроєкт пропонує Радіо Вільна Європа / Радіо Свобода (РСЕ / РС), Incorporated, і Голос Америки (VOA) в Україні та сусідні регіони: (1) надавати точну і доступну новини та інформацію; (2) наголосити на розслідувальній та аналітичній журналістиці для висвітлення дезінформації, наданої російськими чи проросійськими ЗМІ; (3) визначити пріоритет програмування для цільових груп населення та районів, де доступ до нецензурованої інформації обмежений, особливо для населення, яке обслуговується інформаційними засобами, які підтримуються російською мовою; (4) збільшити кількість репортерів та організаційну присутність на сході України, особливо в Криму; (5) сприяння демократичним процесам, правам людини, свободі преси та територіальному суверенітету; (6) збільшити програмування та контент-сервіси для Росії; та (7) співпрацювати з приватними мовниками та філіями для збільшення розповсюдження.
Законопроєктом передбачено асигнування на 2014 фінансовий рік для програмування в українських, балканських, російських та татарських мовних службах RFE / RL, Incorporated та VOA.
Законопроєкт виражає сенс Конгресу, що Корпорація приватних інвестицій за кордон (OPIC) повинна надавати пріоритет інвестиціям в Україну.
Законопроєкт зазначає, що політика США повинна допомагати Україні сприяти демократично реформовати поліцію.
Законопроєкт скеровує державний секретар США до прагнення забезпечити посилене співробітництво в галузі безпеки з країнами-членами Організації Північноатлантичного договору Центральної та Східної Європи (НАТО).
Законопроєкт виражає рішення Конгресу, що: (1) визначена допомога США Україні згідно із Законом про зовнішню допомогу 1961 року, а Закон про контроль над експортом озброєнь має продовжуватися; (2) Президенту рекомендується скласти список запасів для Міністерства оборони США (DOD) щоб надати уряду України несмертельну допомогу, та (3) Адміністрація повинна завершити поточний огляд допомоги уряду щодо безпеки.
Законопроєкт виражає рішення Конгресу, що: (1) Адміністрація повинна надати допомогу уряду України у відшкодуванні активів, викрадених в уряду України або пов'язаних з корупційними діями колишнього президента Віктора Януковича, членів його сім'ї та інших колишніх чи нинішніх українських урядовців; та (2) Європейський банк реконструкції та розвитку повинен збільшити інвестиції в Україну і припинити нові інвестиції в Російську Федерацію.
Законопроєктом буде продовжено визначені санкції щодо блокування майна певних осіб, які сприяють погіршенню ситуації в Україні.
Законопроєкт запроваджує санкції щодо активів та в'їзду / в'їзду проти іноземної особи або іноземця, який 21 листопада 2013 року або пізніше: (1) несе відповідальність за дії чи загрожує демократичним процесам в Україні або загрожує її миру чи територіальній цілісності, злочини, котрі суттєво корупціонують в Україні, чи вчинення серйозних порушень прав людини; (2) — нинішній чи колишній вищий посадовець Російської Федерації, який займався будь-якою такою діяльністю; (3) працює в секторі озброєнь Російської Федерації, яка займається будь-якою такою діяльністю; (4) є чинним чи колишнім керівником суб'єкта господарювання, який здійснював будь-яку таку діяльність, або суб'єкта господарювання, майно та інтереси у власності якого заблоковані відповідно до цього Закону; (5) надає матеріальну допомогу або надає фінансову, матеріальну або технологічну підтримку будь-якій такій діяльності, або будь-якій особі, майно якої та інтереси у власності блокуються відповідно до цього Закону; або (6) належить або контролюється особою, яка діяла від або від імені будь-якої особи, майно та інтереси у власності блокуються відповідно до цього Закону.
Законопроєктом буде покарано порушників таких положень визначеним штрафом.
Законопроєкт дозволив би президенту відмовитися від введення таких санкцій, якщо це буде в інтересах США.
Законопроєкт скасує санкції, передбачені цим Законом, раніше: (1) 90 днів після того, як Президент посвідчить Конгресу, що Російська Федерація чи будь-яка інша держава не порушує суверенітет України, або (2) через 30 днів після будь-якої дати наступної до 1 січня 2020 року, коли президент подає Конгресу визначення, що припинення санкцій відповідає інтересам національної безпеки США.
Законопроєкт наказує Державному секретарю та Міністерству фінансів США спільно звітувати перед Конгресом кожні 180 днів протягом періоду, що не перевищує 2 років, щодо іноземних фінансових установ, які: (1) контролюють уряд України, що знаходиться у державній або контрольованій державі активи без такого знання держави; (2) може бути співучасником у фінансовій діяльності, забороненій законодавством США, яка організована за законодавством Російської Федерації, або володіє або контролюється іноземною особою, за якої застосовуються додаткові санкції, передбачені цим Законом; та (3) сприяють порушенню суверенітету, незалежності та територіальної цілісності України, зокрема, Криму.
Законопроєктом було б внесено зміни до Закону про нерозповсюдження Ірану, Північної Кореї та Сирії, щоб вимагати від Президента повноцінного виконання Закону про нерозповсюдження Ірану, Північної Кореї та Сирії, включаючи санкції проти російських компаній.
Законопроєкт виражає рішення Конгресу, що Президент повинен розширити перелік 18 російських чиновників та інших осіб, які займалися певними діями щодо смерті Сергія Магнітського, незаконної діяльності чиновників Російської Федерації чи порушень прав людини.

## Дозвіл асигнувань
Закон про підтримку України дозволить виділити 68 мільйонів доларів на різні проєкти в Україні. Палата Республіканської конференції повідомляє, що видатки «повністю компенсуються скороченням санкціонованої допомоги для Пакистану». У розділі 101 передбачено виділення 50 мільйонів доларів на «підтримку демократичного управління та громадянського суспільства в Україні», таких як підтримка чесних виборів. Розділ 103 (d) дає змогу виділити 10 мільйонів доларів на радіо та радіомовлення на місцевих мовах. Нарешті, розділ 105 (b) передбачає призначення 8 мільйонів доларів на «посилену допомогу правоохоронним органам та судовій системі» в Україні. Розділ 110 компенсує ці потенційні витрати за рахунок зменшення сум, дозволених Законом про посилене партнерство з Пакистаном 2009 року. Поправка до Пакистанського законопроєкту зменшує на 70 000 000 доларів наявні суми в кожному фінансовому році з 2010 по 2014 рік, для загального скорочення бюджетного органу, пов'язаного з Пакистаном, на 350 000 000 доларів. Оскільки кошти попереднього року, ймовірно, були витрачені, результатом стане зменшення витрат на Пакистан у 2014 році на 70 000 000 доларів США.

## Процедурна історія
Закон про підтримку України був внесений до Палати представників Сполучених Штатів 21 березня 2014 р. Реп. Ед Ройс (R-CA). Він був переданий Комітету палат у справах закордонних справ Сполучених Штатів та Палаті Комітету Сполучених Штатів з питань судової влади.

## Дебати та обговорення
Цей законопроєкт є однією з кількох різних спроб надання допомоги Україні та санкцій проти осіб, відповідальних за насильство. Одним із найважливіших моментів щодо попередніх законопроєктів було бажання сенатських демократів включити положення, які б реформували Міжнародний валютний фонд, положення, які були проти парламентарів Палати. Для того, щоб допомога Україні була остаточно прийнята, демократи погодилися відмовитися від своїх вимог щодо цих положень, що є однією з причин того, що ці положення не були включені до цього законопроєкту. Однією з версій законопроєкту з непопулярними положеннями МВФ був Закон про підтримку суверенітету, доброчесності, демократії та економічної стабільності України 2014 року (С. 2124; 113-й конгрес).